# Джексон, Генри Мартин
Ге́нри Ма́ртин Дже́ксон, широко известный также под прозвищем «Скуп» («Совок»; англ. Henry Martin "Scoop" Jackson; 31 мая 1912 — 1 сентября 1983) — видный американский политик и законодатель. Бессменный конгрессмен и сенатор от штата Вашингтон с 1941 года. Кандидат в Президенты от демократической партии в 1972 и 1976 годах.
Оказал большое влияние на идеологию неоконсерватизма. Соавтор известной поправки Джексона — Вэника.

## Биография
Родился в семье норвежских эмигрантов Питера и Марин Джексонов. Отец Генри, Питер Грессет, после эмиграции сменил фамилию на Джексон. В США он встретил Марин Андерсон в лютеранской церкви города Эверетт, где они поженились в 1897 году. Генри был пятым и последним ребёнком в семье Джексонов.
Окончил Стэнфордский университет со степенью бакалавра и затем получил диплом юриста в университете штата Вашингтон. В 1935 году был принят в коллегию адвокатов и начал заниматься юридической практикой в городе Эверетт.
В 1940 году успешно баллотировался в Конгресс от демократической партии и занял место в Палате представителей 3 января 1941 года. Начиная с этого дня, Джексон не терял своего места в Конгрессе.
Автор поправки Джексона (1972). В 1974 году стал соавтором «поправки Джексона — Вэника» (вместе с конгрессменом от штата Огайо Чарльзом Вэником).
Скоропостижно скончался в возрасте 71 года в городе Эверетт от аневризмы аорты, вскоре после данной им пресс-конференции, осуждающей советское нападение на корейский Air Lines (рейс 007).

## Политические взгляды
Джексон был противником политики разрядки, поддерживал борьбу за гражданские права и считал, что Соединенные Штаты должны активно выступать на международной арене.
По мнению его бывшего помощника Ричарда Перла, именно ведение им активной антисоветской борьбы сделало его «неизбираемым» в качестве кандидата демократов.
По некоторому мнению, с его уходом с политической сцены тогдашняя Демократическая партия потеряла всякую привлекательность для убежденных антикоммунистов.
Его взгляды вдохновили множество последователей и стали частью политической доктрины неоконсерватизма. Видными неоконсерваторами стали бывшие помощники Джексона: Ричард Перл, Пол Волфовиц, Элиот Абрамс, Чарльз Хорнер (Charles Horner) и Дуглас Фейт (Douglas Feith). Эти политики занимали высокие посты в администрациях Рейгана и Буша, оказав таким образом значительное влияние на международную политику США. Влияние Джексона на современный неоконсерватизм отмечают многие комментаторы.
Многие наблюдатели отмечают влияние идей Джексона на внешнеполитический курс администрации президента Дж. Буша, в частности, — на решение начать войну с Ираком.

## Общество Генри Джексона
В 2005 году при Кембриджском университете было основано общественное объединение «Общество Генри Джексона». Общество ставит перед собой задачи «… стремления к цельной международной политике, на основе ясных общепринятых ценностей, таких как поддержка власти закона, либеральной демократии, гражданских прав, рыночной экономики и экологической ответственности» на базе идейного наследия Генри Джексона Общество, в числе прочего, организует представительные слушания в Палате общин. В середине 2012 года при Обществе был создан «Центр исследования России».